# أس أم يو-63 (ألمانيا)

كانت أس أم يو-63 واحدة من 329 غواصة تخدم في البحرية الإمبراطورية الألمانية في الحرب العالمية الأولى. انخرطت يو-63 في الحرب البحرية وشاركت في المعركة الأولى للمحيط الأطلسي..

## قائمة المراجع
- Gröner، Erich؛ Jung، Dieter؛ Maass، Martin (1991). U-boats and Mine Warfare Vessels. London: Conway Maritime Press. ج. 2. ISBN:0-85177-593-4. {{استشهاد بكتاب}}: |عمل= تُجوهل (مساعدة)